# George Schneiderman
George Schneiderman, auch George Schneidermann (* 20. September 1894 in New York; † 19. November  1964 in Van Nuys, Kalifornien) war ein US-amerikanischer Kameramann.

## Leben
Schneiderman begann seine Karriere bei der damals neu gegründeten Firma Fox und wurde kurz nach Ende des Ersten Weltkriegs deren Chefkameramann. Die meisten Filme fotografierte er für den damaligen Regieneuling John Ford in der Zeit von 1920 bis 1935. Seine Karriere endete 1940, bis dahin schaffte er es nicht in die erste Riege der Kameramänner aufzusteigen, auch Ford beauftragte für seine späteren Arbeiten einen anderen als Kameramann. Begraben wurde er auf dem Mount Sinai Memorial Park Cemetery in Los Angeles.

## Filmografie
- 1915: A Fool There Was
- 1915: Carmen
- 1917: A Tale of Two Cities
- 1917: Cleopatra
- 1917: Les Misérables
- 1918: Salome
- 1918: The Great Love
- 1919: Love Is Love
- 1919: The Lost Princess
- 1919: Vagabond Luck
- 1920: Her Elephant Man
- 1920: Just Pals
- 1920: Love's Harvest
- 1920: Molly and I
- 1920: Over the Hill to the Poorhouse
- 1920: The Hell Ship
- 1920: The Little Wanderer
- 1921: Bare Knuckles
- 1921: Children of the Night
- 1921: Colorado Pluck
- 1921: Jackie
- 1921: Queenie
- 1921: Singing River
- 1922: Pardon My Nerve!
- 1922: The Fast Mail
- 1922: The Village Blacksmith
- 1922: Western Speed
- 1922: Youth Must Have Love
- 1923: Boston Blackie
- 1923: Der feindliche Gast (Cameo Kirby)
- 1923: Hoodman Blind
- 1923: Man's Size
- 1923: Die Tochter des Nordens (Snowdrift)
- 1923: The Face on the Bar-Room Floor
- 1924: Das eiserne Pferd (The Iron Horse)
- 1924: Hearts of Oak
- 1924: The Roughneck
- 1925: Kentucky Pride
- 1925: Lazybones
- 1925: Thank You
- 1926: Das schwarze Paradies (Black Parasise)
- 1926: Drei rauhe Gesellen (3 Bad Men)
- 1926: Pawn Ticket 210
- 1926: The Blue Eagle
- 1926: The Johnstown Flood
- 1926: The Shamrock Handicap
- 1926: Whispering Wires
- 1927: Colleen
- 1927: Is Zat So?
- 1927: The Auctioneer
- 1927: Two Girls Wanted
- 1928: Four Sons
- 1928: Hangman's House
- 1928: Road House
- 1930: Born Reckless
- 1930: Good Intentions
- 1930: Part Time Wife
- 1930: Scotland Yard
- 1930: Under Suspicion
- 1931: A Holy Terror
- 1931: Charlie Chan Carries On
- 1931: Riders of the Purple Sage
- 1932: Almost Married
- 1932: Mystery Ranch
- 1932: Die Sklavin der schwarzen Geier (Robbers’ Roost)
- 1932: Stepping Sisters
- 1932: The Gay Caballero
- 1932: Young America
- 1933: Arizona to Broadway
- 1933: Dr. Bull (Doctor Bull)
- 1933: Infernal Machine
- 1933: Pilgrimage
- 1933: Walls of Gold
- 1934: Elinor Norton
- 1934: George White's Scandals
- 1934: Hold That Girl
- 1934: Judge Priest
- 1934: Orient Express
- 1934: Das Leben geht weiter (The World Moves On)
- 1935: George White's 1935 Scandals
- 1935: Metropolitan
- 1935: Mit Volldampf voraus (Steamboat Round the Bend)
- 1936: The Devil Is a Sissy
- 1937: 52nd Street
- 1938: Ein Gladiator namens Hugo (The Gladiator)
- 1938: Flirting with Fate
- 1940: Michael Shayne: Private Detective